# Leichtathletik-Halleneuropameisterschaften 2021/Teilnehmer (Tschechien)
| Gelbes Symbol für Goldmedaillen mit stilisierten Olympischen Ringen | Graues Symbol für Silbermedaillen mit stilisierten Olympischen Ringen | Braundes Symbol für Bronzemedaillen mit stilisierten Olympischen Ringen |
| ------------------------------------------------------------------- | --------------------------------------------------------------------- | ----------------------------------------------------------------------- |
| 1                                                                   | 1                                                                     | —                                                                       |

Aus Tschechien starteten 8 Athletinnen und 15 Athleten bei den Leichtathletik-Halleneuropameisterschaften 2021 in Toruń, die zwei Medaillen (1 × Gold und 1 × Silber) errangen.
Der Vorstand des Tschechischen Leichtathletikverbandes (ČAS) nominierte zunächst 28 Athletinnen und Athleten, wobei Mittelstreckenläufer Jakub Holuša noch seine Form in einem Wettkampf bestätigen musste und die Teilnahme des Mehrkämpfers Adam Sebastian Helcelet von einer Einladung seitens des Europäischen Leichtathletikverbandes (EAA) abhing. Beide Sportler waren schließlich in Toruń nicht am Start. Weitere drei Nominierte schieden kurzfristig wegen gesundheitlicher Probleme aus. Stabhochspringerin Amalia Švábíková setzten Rückenschmerzen außer Gefecht, Hürdenläufer Petr Svoboda wurde seine Achillessehnenproblemen nicht los und Langstreckenläufer Radek Juška bekam eine Grippe.

## Ergebnisse

### Frauen

#### Laufdisziplinen
| Athletin            | Disziplin   | Vorlauf        | Vorlauf | Halbfinale         | Halbfinale         | Finale             | Finale             |
| Athletin            | Disziplin   | Zeit           | Platz   | Zeit               | Platz              | Zeit               | Platz              |
| ------------------- | ----------- | -------------- | ------- | ------------------ | ------------------ | ------------------ | ------------------ |
| Marcela Pírková     | 60 m        | 7,34 s =PB     | 17      | DNS                | –                  | nicht qualifiziert | nicht qualifiziert |
| Tereza Petržilková  | 400 m       | 53,46 s        | 28      | nicht qualifiziert | nicht qualifiziert | nicht qualifiziert | nicht qualifiziert |
| Lada Vondrová       | 400 m       | 52,83 s        | 18      | nicht qualifiziert | nicht qualifiziert | nicht qualifiziert | nicht qualifiziert |
| Vendula Hluchá      | 800 m       | 2:04,87 min SB | 12      | nicht qualifiziert | nicht qualifiziert | nicht qualifiziert | nicht qualifiziert |
| Diana Mezuliáníková | 1500 m      | 4:11,48 min    | 8       | –––                | –––                | nicht qualifiziert | nicht qualifiziert |
| Helena Jiranová     | 60 m Hürden | 8,21 s =SB     | 23      | 8,25 s             | 23                 | nicht qualifiziert | nicht qualifiziert |
| Markéta Štolová     | 60 m Hürden | 8,14 s         | 18      | 8,20 s             | 21                 | nicht qualifiziert | nicht qualifiziert |

#### Sprung/Wurf
| Athletin           | Disziplin   | Qualifikation | Qualifikation | Finale  | Finale |
| Athletin           | Disziplin   | Weite         | Platz         | Weite   | Platz  |
| ------------------ | ----------- | ------------- | ------------- | ------- | ------ |
| Markéta Červenková | Kugelstoßen | 18,16 m PB    | 8             | 17,75 m | 8      |

### Männer

#### Laufdisziplinen
| Athlet                                                                                           | Disziplin         | Vorlauf     | Vorlauf | Halbfinale         | Halbfinale         | Finale             | Finale             |
| Athlet                                                                                           | Disziplin         | Zeit        | Platz   | Zeit               | Platz              | Zeit               | Platz              |
| ------------------------------------------------------------------------------------------------ | ----------------- | ----------- | ------- | ------------------ | ------------------ | ------------------ | ------------------ |
| Štěpán Hampl                                                                                     | 60 m              | 6,83 s      | 52      | nicht qualifiziert | nicht qualifiziert | nicht qualifiziert | nicht qualifiziert |
| Zdeněk Stromšík                                                                                  | 60 m              | 6,77 s      | 37      | nicht qualifiziert | nicht qualifiziert | nicht qualifiziert | nicht qualifiziert |
| Jan Veleba                                                                                       | 60 m              | 6,75 s      | 32      | nicht qualifiziert | nicht qualifiziert | nicht qualifiziert | nicht qualifiziert |
| Pavel Maslák                                                                                     | 400 m             | 46,88 s     | 11      | 46,70 s            | 6                  | nicht qualifiziert | nicht qualifiziert |
| Vít Müller                                                                                       | 400 m             | 47,60 s     | 29      | nicht qualifiziert | nicht qualifiziert | nicht qualifiziert | nicht qualifiziert |
| Patrik Šorm                                                                                      | 400 m             | 47,21 s     | 21      | 47,69 s            | 16                 | nicht qualifiziert | nicht qualifiziert |
| Lukáš Hodboď                                                                                     | 800 m             | 1:51,59 min | 34      | nicht qualifiziert | nicht qualifiziert | nicht qualifiziert | nicht qualifiziert |
| Filip Šnejdr                                                                                     | 800 m             | 1:48,87 min | 8       | nicht qualifiziert | nicht qualifiziert | nicht qualifiziert | nicht qualifiziert |
| Tomáš Vystrk                                                                                     | 800 m             | 1:52,48 min | 38      | nicht qualifiziert | nicht qualifiziert | nicht qualifiziert | nicht qualifiziert |
| Jan Friš                                                                                         | 1500 m            | 3:40,99 min | 13      | –––                | –––                | 3:42,97 min        | 11                 |
| Filip Sasínek                                                                                    | 1500 m            | 3:40,04 min | 2       | –––                | –––                | 3:40,64 min        | 9                  |
| Vít Müller, Pavel Maslák, Michal Desenský, Patrik Šorm nicht eingesetzt: Martin Tuček, Jan Tesař | 4 × 400 m Staffel | –––         | –––     | –––                | –––                | 3:06,54 min        | Silber             |

#### Sprung/Wurf
| Athlet       | Disziplin   | Qualifikation | Qualifikation | Finale     | Finale |
| Athlet       | Disziplin   | Weite         | Platz         | Weite      | Platz  |
| ------------ | ----------- | ------------- | ------------- | ---------- | ------ |
| Tomáš Staněk | Kugelstoßen | 20,97 m       | 3             | 21,62 m PB | Gold   |